# Carlton W. Faulkner
Carlton Wilson Faulkner (* 7. Juni 1904 in Bay Hundred, Maryland; † 28. Januar 1967 in Los Angeles, Kalifornien) war ein US-amerikanischer Tontechniker, der einen Oscar für den besten Ton gewann und darüber hinaus einen Oscar für technische Verdienste sowie einen Academy Award of Merit erhielt.

## Leben
Faulkner begann in den 1940er Jahren seine Arbeit als Tontechniker in der Tonstudioabteilung von 20th Century Fox und wurde „für die umgekehrte Bias-Methode, einschließlich einer doppelten Bias-Methode für Leichtventil- und Galvanometer-Aufzeichnungen“ bei der Oscarverleihung 1947 mit einem Oscar für technische Verdienste (Academy Technical Achievement Award) ausgezeichnet. Bei der Oscarverleihung 1954 erhielt er zusammen mit Henri Chrétien, Earl Sponable, Sol Halperin, Lorin Grignon, Herbert Gragg und Fred Waller einen Academy Award of Merit „für Entwurf, Entwicklung und Herstellung der Ausrüstung, des Prozesses und der Technik des CinemaScope-Verfahrens“.
Bei der Oscarverleihung 1956 war er erstmals für den Oscar für den besten Ton nominiert, und zwar für Alle Herrlichkeit auf Erden (Originaltitel: Love Is a Many-Splendored Thing, 1955) von Henry King mit William Holden, Jennifer Jones und Torin Thatcher in den Hauptrollen.
Bei der darauf folgenden Oscarverleihung 1957 gewann er den Oscar für den besten Ton für den von Walter Lang inszenierten Musicalfilm Der König und ich (1956) mit Deborah Kerr, Yul Brynner und Rita Moreno.
Eine weitere Nominierung für den Oscar für den besten Ton erhielt Faulkner 1959 für den frühen Antikriegsfilm Die jungen Löwen (1958) von Regisseur Edward Dmytryk mit Marlon Brando, Montgomery Clift und Dean Martin. Eine letzte Oscarnominierung in dieser Kategorie erhielt er darüber hinaus bei der Oscarverleihung 1960 für Die Reise zum Mittelpunkt der Erde (1959) nach dem gleichnamigen Roman von Jules Verne, den Henry Levin mit James Mason, Pat Boone und Arlene Dahl in den Hauptrollen inszenierte. Darüber hinaus war er gemeinsam mit L. B. Abbott und James B. Gordon auch für den Oscar für die besten visuellen Effekte in diesem Film nominiert.

## Auszeichnungen
- 1947: Oscar für technische Verdienste
- 1954: Academy Award of Merit
- 1957: Oscar für den besten Ton

## Filmografie (Auswahl)
- 1946: Land der Banditen (Badman’s Territory)
- 1955: Alle Herrlichkeit auf Erden (Love Is a Many-Splendored Thing)
- 1956: Der König und ich (The King and I)
- 1958: Die jungen Löwen (The Young Lions)
- 1959: Die Reise zum Mittelpunkt der Erde (Journey to the Center of the Earth)
- 1964: Bezwinger des Todes (Fate is the Hunter)
- 1965: Colonel von Ryans Express (Von Ryan's Express)
- 1965: Michelangelo – Inferno und Ekstase (The Agony and the Ecstasy)
- 1966: Derek Flint schickt seine Leiche (Our Man Flint)